# SEPECAT

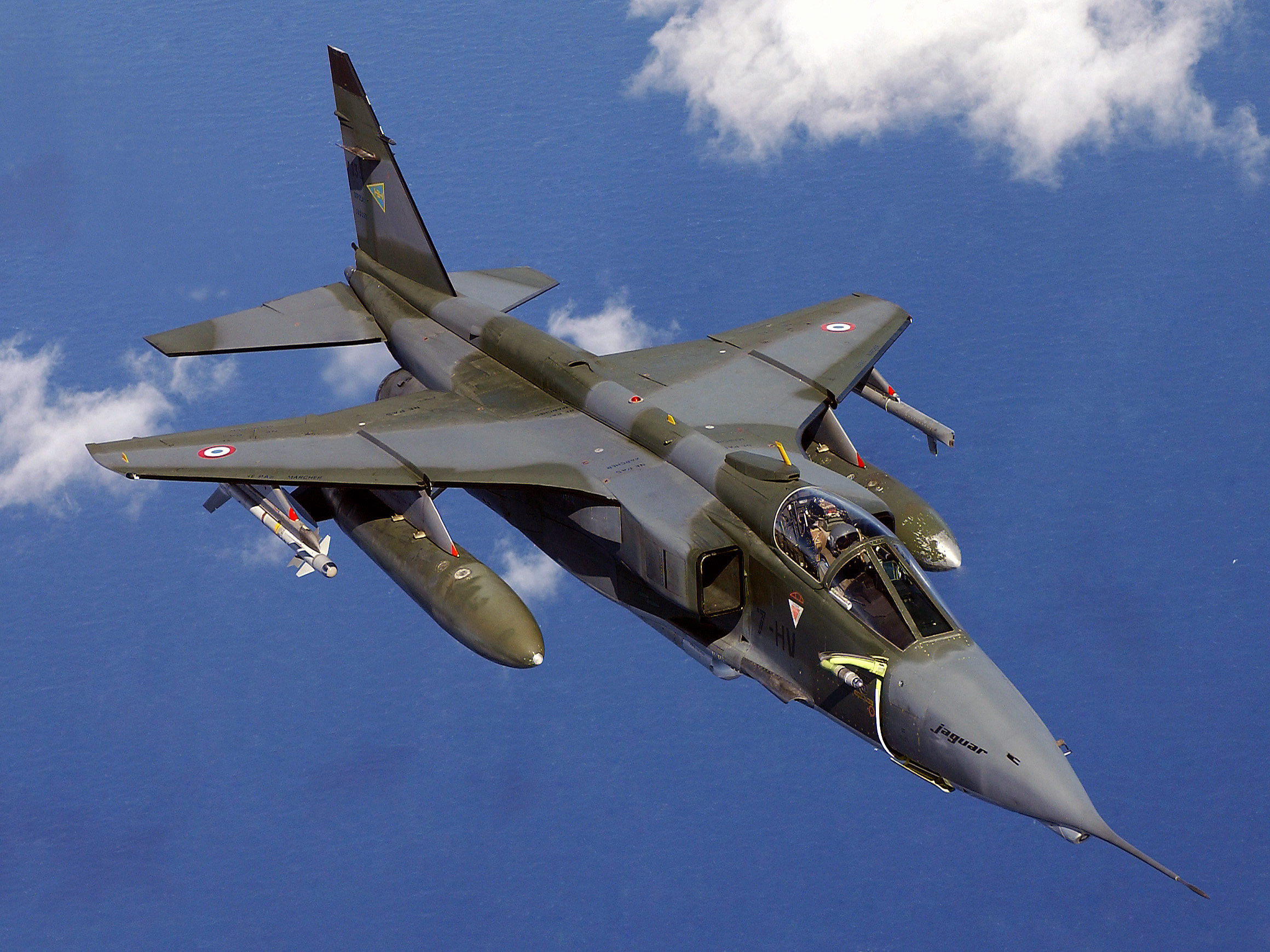
SEPECAT Jaguar

SEPECAT è stata una società anglo-francese creata nel 1966 per progettare e costruire l'aereo militare SEPECAT Jaguar.

## Il nome
Il nome è l'acronimo di Société Européenne de Production de l'avion Ecole de Combat et d'Appui Tactique, ovvero "società europea di produzione dell'aereo d'addestramento al combattimento e d'appoggio tattico".

## Storia
Si trattava di una società anonima di diritto francese, di cui la metà era di proprietà del costruttore aeronautico francese Bréguet (acquistato nel luglio 1967 dalla Société des Avions Marcel Dassault) e l'altra metà era di proprietà del costruttore aeronautico British Aircraft Corporation (fusa nel 1977 nella British Aerospace).